# Mon cœur s'ouvre à ta voix

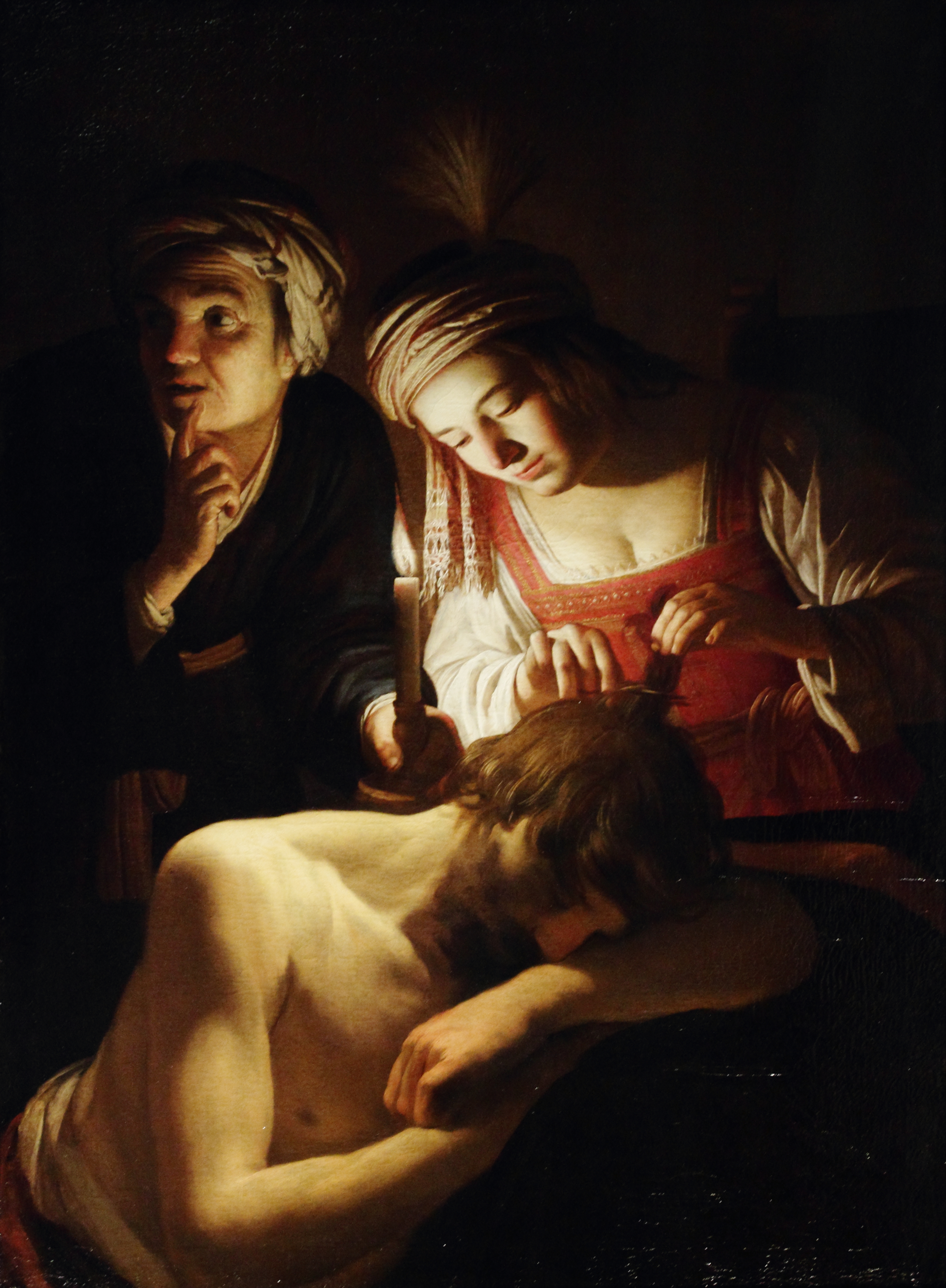

"Mon cœur s'ouvre à ta voix" es un aria de mezzosoprano perteneciente a la opera Sansón y Dalila de Camille Saint-Saëns. Esta aria se conoce en español como "Mi corazón se abre a tu voz". Es cantada por el personaje de Dalila durante el segundo acto, mientras intenta seducir a Sansón para que este le revele el secreto de su fuerza. 

## Música
En la ópera, Dalila responde a las palabras de Sansón: "Dalila! Dalila! Je t'aime!" (¡Dalila! ¡Dalila! ¡Te amo!), que repite entre el primer y el segundo verso de su aria. Estas interjecciones suelen omitirse en las interpretaciones de recitales o, en ocasiones, se cantan con las palabras modificadas como "Samson! Samson! Je t'aime! ". La parte de Sansón en los últimos 22 compases del aria escénica, cuando se une a Dalila en un dúo, también suele ser omitida en recitales. Sin embargo, algunas intérpretes, como Marilyn Horne y Jessye Norman, han cantado las palabras finales de Sansón, modificadas como se indicó anteriormente, para alcanzar un si bemol alto. Una interpretación completa tiene una duración aproximada de entre 5 1/2 y 6 1/2 minutos.
El aria está escrita en re bemol mayor, con compases de 3/4 para la estrofa y compás común (4/4) para el estribillo (" Ah! réponds "). El tempo es andantino en los versos y ligeramente más lento en el estribillo. El rango vocal se extiende desde si bemol 3 hasta sol bemol 5, con una tesitura que abarca desde mi bemol 4 hasta mi bemol 5.
La instrumentación requiere flauta, oboe, corno inglés, clarinete, trompas, arpa y cuerdas. Todas las líneas instrumentales, excepto la del arpa, hacen un uso intensivo de divisi (los violonchelos, por ejemplo, tocan en cuatro partes divididas). El acompañamiento orquestal se caracteriza por notas reiteradas en el primer verso, mientras que en el segundo verso predominan las líneas cromáticas descendentes. Por otro lado, el estribillo está acompañado por acordes rotos ascendentes, que añaden dinamismo y contraste a la pieza.
La configuración melismática de la letra presenta un desafío particular para la interpretación de esta aria, ya que exige un canto legato impecable, a lo largo de un amplio rango vocal. Esto demanda no solo un control técnico preciso para abordar las líneas melódicas ornamentadas, sino también la capacidad de mantener la fluidez y expresividad en cada frase, respetando el estilo lírico y emocional de la pieza.

## Letra
| Francés original | Traducción española |
| --- | --- |
| Mon cœur s'ouvre à ta voix, comme s'ouvrent les fleurs aux baisers de l'aurore! Mais, ô mon bienaimé, pour mieux sécher mes pleurs, que ta voix parle encore! Dis-moi qu'à Dalila tu reviens pour jamais. Redis à ma tendresse les serments d'autrefois, ces serments que j'aimais! Ah! réponds à ma tendresse! Verse-moi, verse-moi l'ivresse! Dalila! Dalila! Je t'aime! Ainsi qu'on voit des blés les épis onduler sous la brise légère, ainsi frémit mon cœur, prêt à se consoler, à ta voix qui m'est chère! La flèche est moins rapide à porter le trépas, que ne l'est ton amante à voler dans tes bras! Ah! réponds à ma tendresse! Verse-moi, verse-moi l'ivresse! Dalila! Dalila! Je t'aime! | Mi corazón se abre a tu voz, como se abren las flores a los besos de la aurora. Pero, oh mi amado, para secar mejor mis lágrimas, ¡que tu voz hable otra vez! Dime que a Dalila regresas para siempre. Repite a mi ternura los juramentos de antaño, ¡esos juramentos que amaba! ¡Dalila! ¡Dalila! ¡Te amo! Así como se ve a las espigas de trigo ondular bajo la brisa ligera, así tiembla mi corazón, listo para consolarse, al oír tu voz que me es querida. La flecha es menos rápida al llevar la muerte, que lo es tu amante al volar hacia tus brazos. ¡Dalila! ¡Dalila! ¡Te amo! |

## En la música moderna
La melodía del aria ha inspirado varias reinterpretaciónes y adaptaciones en distintos géneros musicales. Aparece en la canción «Night», escrita por John Lehmann y Ron Miller e interpretada en 1960 por Jackie Wilson.
Julie Andrews y el tenor italoestadounidense Sergio Franchi interpretaron este aria a dúo en la emisión televisiva de ABC del 17 de febrero de 1973 de The Julie Andrews Hour. 
En el ámbito del hip hop, Joseph Simmons realizó una interpretación de esta canción en el álbum de 1997 The Rapsody Overture: Hip Hop Meets Classic, una colección que mezcla canciones de hip hop con voces y música clásicas. 
La banda inglesa de rock alternativo, Muse, grabó un montaje que incluye las dos últimas líneas de esta aria, integrándolas en su canción titulada "I Belong to You (+ Mon cœur s'ouvre à ta voix )" incluida en su álbum de 2009 The Resistance .